# Wakker worden met Valerio
Wakker worden met Valerio was een Nederlands televisieprogramma dat in 2006 door TMF uitgezonden werd. Het werd gepresenteerd door Valerio Zeno. In het programma logeerde Zeno iedere dag bij andere personen. Diegenen nodigden hem uit, maar moesten ook een tegenprestatie voor Zeno bedenken, zoals fierljeppen, gekleurde hagelslag op kleur sorteren en luiers verschonen. Het eerste seizoen werd in de eerste helft van 2006 uitgezonden en het tweede seizoen in de tweede helft van 2006. Het programma werd 's ochtends uitgezonden rond de tijd dat de meeste mensen wakker worden. Het programma werd voortgezet onder de naam Wakker worden op vakantie.

## Trivia
In het tweede seizoen van Wakker worden met Valerio werd de presentator als tegenprestatie gevraagd een zebrapad te maken in Zundert. Dit lukte hem, maar de gemeente was er minder blij mee. Het kostte hem 800 euro. De boete is uiteindelijk voldaan door zijn werkgever.

## Nieuw seizoen
In het najaar van 2008 werd een nieuw seizoen van Wakker worden met Valerio opgenomen. Dit seizoen speelt zich af in Midden-Nederland. Door de tegenvallende kijkcijfers is het seizoen tot op heden nog niet uitgezonden.